# The Fortunes of War (film, 1911)
The Fortunes of War est un film muet américain réalisé par Thomas H. Ince et sorti en 1911.

## Fiche technique
- Réalisation : Thomas H. Ince
- Scénario : Thomas H. Ince
- Production : Carl Laemmle
- Date de sortie :  États-Unis : 22 juin 1911

## Distribution
- William Clifford
- Enid Markey
- Charles Ray